# Ампутација Хрватске
Ампутација Хрватске је била политичка идеја у Краљевини Срба, Хрвата и Словенаца, са циљем да се Хрватска издвоји из заједничке државе. 

## Идеја
Избори за народне посланике 1923. године ојачали су ХРСС толико да више ни двор ни радикали нису ћутке могли прећи преко тога. Из кругова блиских врху Радикалне странке чули су се гласови да се са Хрватима више не може. Из дана после мартовских избора потиче брошура, штампана у Загребу, под насловом „Ампутација“. У њој се излаже идеја о отцепљењу Хрватске од српских земаља. У тој брошури је и карта са границама Велике Србије. Све југоисточно од ампутацијске линије (од Вировитице до Сиска и од Карловца реком Купом до мора) представљало би Велику Србију. Идеју о ампутацији осуђивали су сви централистички оријентисани политичари, али и федералисти. Идеја се поново јавља 1928. године, након атентата Пунише Рачића у Скупштини. Александар Карађорђевић предложио је да линија разграничења иде путем Барч-Вировитица-Дарувар-Пакрац-Новска-Дувица-Босански Нови и уз реку Уну и Шибеник. Влатко Мачек, наследник убијеног Стјепана Радића, одбио је овај предлог. Предлог је одбио и Светозар Прибићевић, потпредседник Сељачко-демократске коалиције. Идеје о ампутацији Хрватске не јављају се након завођења Шестојануарске диктатуре. 